# Future Knight
 Future Knight es un videojuego de plataformas en 2D lanzado por Gremlin Graphics en 1986 para la Amstrad CPC, Commodore 64, MSX y ZX Spectrum. El jugador debe guiar a Randolph a través de veinte niveles llenos de robots y alienígenas hostiles para derrotar a Spegbott y rescatar a Amelia. 

## Trama
El crucero espacial SS Rustbucket se estrelló en el Planeta 2749 del Sistema Zragg, y sus pasajeros fueron tomados como rehenes por Spegbott "el Terrible" y sus secuaces. Entre ellos está la princesa Amelia, amada del Future Knight Randolph, quien ahora se ha teletransportado al naufragio del Rustbucket para derrotar a Spegbott y rescatar a Amelia. 

## Jugabilidad
Se incluye un editor de nivel en la versión de Spectrum, el cual que se puede acceder desde el menú principal presionando la combinación de teclas EDIT-F-K.   

## Revisiones
Si dejas a Randolph quieto durante demasiado tiempo, te saludará como incentivo para seguir adelante. Déjalo en el mismo lugar durante mucho más tiempo y las cosas comienzan a ponerse realmente desesperadas: Randolph se volverá completamente loco, dando vueltas y vueltas, agitando los brazos y entrando en pánico de una manera asombrosamente convincente. Ignorarlo entonces y lo más probable es que su constitución se desplome a un ritmo tremendo.
Sinclair User

El juego tuvo una revisión en 1990 en la revista Dragon #158 por Patricia Hartley y Kirk Lesser en la columna "The Role of Computers", como parte del paquete de 10 juegos del Mastertronic MEGA, lanzado anteriormente en Europa. Los revisores le dieron al juego 1 de 5 estrellas, diciendo "Estás dentro de una nave espacial tratando de encontrar una princesa en apuros; un juego realmente tonto".